# アンドレ・パウス
アンドレ・パウス（André Paus, 本名：Andréas Gerardus Maria Paus、1965年10月9日 - ）は、オランダ出身の元サッカー選手、現サッカー指導者。ポジションはディフェンダー。

## 経歴
16歳のときに地元のUDウェールセロからFCトゥウェンテのユースチームに移り、1985年から1994年までトゥウェンテのトップチームでプレーした。
1994年、オランダ人のハンス・オフトが監督を務める日本のジュビロ磐田に移籍。4月2日の横浜フリューゲルス戦でJリーグ初ゴール、1995年はドゥンガの加入以降は出場機会を大幅に減らした。2年間で、57試合に出場、5得点をあげた。その後、富士通川崎（現川崎フロンターレ）、ヘラクレス・アルメロに在籍した。
2014年1月、マルタのヴァレッタFCの監督に就任。プレミアリーグとFAトロフィーのダブルを達成した。
2014-15シーズンからキプロスのアノルトシス・ファマグスタの監督を務め、2016年2月にリーグ3位に終わった後解任された。その後古巣のFCトゥエンテのスカウトとして働いていたが、2017年3月、AEラリッサの監督に就任。同年9月に解任された。
同年11月、キプロスのエノシス・ネオン・パラリムニFCの監督に就任。2部だったチームを1部昇格に導くが、昇格後の成績は振るわず2018年11月に解任された。
オランダのアマチュアクラブの監督代行を務めた後、2019年9月にマルタのビルキルカラFCの監督に就任。2022年4月20日に契約を延長しないこと、3試合を残した時点で退任することが発表された。

## 個人成績
| 国内大会個人成績 | 国内大会個人成績 | 国内大会個人成績 | 国内大会個人成績 | 国内大会個人成績 | 国内大会個人成績 | 国内大会個人成績 | 国内大会個人成績 | 国内大会個人成績 | 国内大会個人成績 | 国内大会個人成績 | 国内大会個人成績 |
| 年度             | クラブ           | 背番号           | リーグ           | リーグ戦         | リーグ戦         | リーグ杯         | リーグ杯         | オープン杯       | オープン杯       | 期間通算         | 期間通算         |
| 年度             | クラブ           | 背番号           | リーグ           | 出場             | 得点             | 出場             | 得点             | 出場             | 得点             | 出場             | 得点             |
| 日本             | 日本             | 日本             | 日本             | リーグ戦         | リーグ戦         | リーグ杯         | リーグ杯         | 天皇杯           | 天皇杯           | 期間通算         | 期間通算         |
| ---------------- | ---------------- | ---------------- | ---------------- | ---------------- | ---------------- | ---------------- | ---------------- | ---------------- | ---------------- | ---------------- | ---------------- |
| 1994             | 磐田             | -                | J                | 35               | 5                | 4                | 0                | 0                | 0                | 39               | 5                |
| 1995             | 磐田             | -                | J                | 22               | 0                | -                | -                | 0                | 0                | 22               | 0                |
| 通算             | 日本             | 日本             | J                | 57               | 5                | 4                | 0                | 0                | 0                | 61               | 5                |
| 総通算           | 総通算           | 総通算           | 総通算           | 57               | 5                | 4                | 0                | 0                | 0                | 61               | 5                |